# Список фильмов «Звёздного пути»

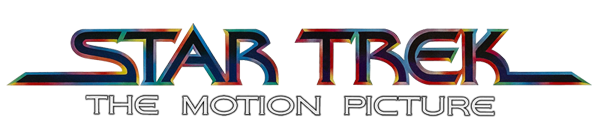
Логотип первого фильма

«Звёздный путь» является американской медиафраншизой, основанной на научно-фантастическом телесериале, созданном Джином Родденберри. Первый телесериал, названный просто «Звёздный путь» и теперь называемый «Оригинальный сериал», дебютировал в 1966 году и выходил в эфир три сезона на канале NBC. Канон «Звёздного пути» включает в себя «Оригинальный сериал», анимационный сериал, шесть спин-офф телесериалов и тринадцать фильмов.
Paramount Pictures выпустила тринадцать художественных фильмов «Звёздного пути», последний из которых был выпущен в июле 2016 года. Первые шесть фильмов продолжают приключения актёрского состава «Оригинального сериала»; седьмой фильм «Поколения» был задуман как переход от актёрского состава к актёрскому составу сериала «Следующее поколение»; следующие три фильма, 8-10, были полностью сфокусированы на составе сериала «Следующее поколение». Начиная с одиннадцатого фильма, фильмы происходят в альтернативной временной линии с новым актёрским составом, играющим персонажей оригинального сериала. Леонард Нимой играет пожилого Спока в этих фильмах, обеспечивая физическую связь с оригинальной временной линией. Эта альтернативная временная шкала была названа CBS для компьютерной игры Star Trek Online, временной линией Кельвина.

## Фильмы «Оригинального сериала»
Создатель «Звёздного пути» Джин Родденберри впервые предложил идею художественного фильма «Звёздного пути» в 1969 году. Когда оригинальный телесериал был отменён, он лоббировал продолжить франшизу через фильм. Успех сериала в синдикации убедил студию начать работу над художественным фильмом в 1975 году. Ряд авторов пытались создать подходящий эпический сценарий, но эти попытки не удовлетворили Paramount, поэтому студия отказалась от проекта в 1977 году. Вместо этого Paramount планировал вернуть франшизу к его корням с помощью нового телесериала, Фазы II. Огромный всемирный кассовый успех «Звёздных войн. Эпизод IV: Новая надежда» в середине 1977 года отправил голливудские студии в свои хранилища в поисках подобных научно-фантастических свойств, которые можно было бы адаптировать или повторно запустить на большом экране. Когда в конце декабря 1977 года фильм Columbia «Близкие контакты третьей степени» открылся с огромным успехом, Paramount был убеждён, что научно-фантастические фильмы, кроме «Звёздных войн», могут иметь успех в кассе, и производство Фазы II было отменено в пользу создания фильма «Звёздного пути».
| Фильм                               | Дата выпуска в США | Режиссёр      | Сценарист(ы)                                             | Сюжет                                          | Продюсер(ы)                         |
| ----------------------------------- | ------------------ | ------------- | -------------------------------------------------------- | ---------------------------------------------- | ----------------------------------- |
| Звёздный путь: Фильм                | 7 декабря 1979     | Роберт Уайз   | Харольд Ливингстон                                       | Алан Дин Фостер                                | Джин Родденберри                    |
| Звёздный путь II: Гнев Хана         | 4 июня 1982        | Николас Мейер | Джек Б. Совардс                                          | Харви Беннетт и Джек Б. Совардс                | Роберт Саллин                       |
| Звёздный путь III: В поисках Спока  | 1 июня 1984        | Леонард Нимой | Харви Беннетт                                            | Харви Беннетт                                  | Харви Беннетт                       |
| Звёздный путь IV: Дорога домой      | 26 ноября 1986     | Леонард Нимой | Стив Мирсон, Питер Крайкс, Николас Мейер и Харви Беннетт | Харви Беннетт и Леонард Нимой                  | Харви Беннетт                       |
| Звёздный путь V: Последний рубеж    | 9 июня 1989        | Уильям Шетнер | Дэвид Локери                                             | Уильям Шетнер, Харви Беннетт и Дэвид Локери    | Харви Беннетт                       |
| Звёздный путь VI: Неоткрытая страна | 6 декабря 1991     | Николас Мейер | Николас Мейер и Дэнни Мартин Флинн                       | Леонард Нимой, Лоуренс Коннер и Марк Розенталь | Ральф Уинтер и Стивен-Чарльз Джаффе |

### Звёздный путь: Фильм(1979)
Огромное энергетическое облако из глубокого космоса направляется к Земле, оставляя после себя разрушение, и «Энтерпрайз» должен перехватить его, чтобы определить, что находится внутри и каково его намерение.
Фильм заимствует много элементов из серий «Подменыш» оригинального сериала и «Исчезновение планеты» из анимационного сериала. Основная съёмка началась 7 августа 1978 года с режиссёром Робертом Уайзом, который руководил этой работой. Производство столкнулось с трудностями и отстало от графика, с командой эффектов Robert Abel and Associates, оказавшимися неспособными справиться с большим количеством эффектов работы фильма. Дуглас Трамбулл был нанят и получил незаполненный чек для завершения работы над эффектами во времени и месте; окончательный вариант фильма был завершён как раз к премьере фильма. В фильме было представлено обновление технологии и дизайна звездолёта, что привело к драматическому визуальному отходу от оригинального сериала. Многие из элементов набора, созданных для Фазы II, были адаптированы и улучшены для использования в первых художественных фильмах. Он получил смешанные отзывы от критиков; в то время как он собрал 139 миллионов долларов, цена выросла до 45 миллионов долларов из-за дорогостоящих работ и задержек.

### Звёздный путь II: Гнев Хана(1982)
Хан Нуньен Сингх (Рикардо Монтальбан), которому Кирк помешал в попытке захватить контроль над «Энтерпрайзом» пятнадцатью годами ранее («Космическое семя»), пытается отомстить адмиралу и ставит хитрую и зловещую ловушку.
В целом доход «Звёздного пути: Фильм» был разочаровательным, но Paramount было достаточно, чтобы поддержать продолжение со сниженным бюджетом. После того, как Родденберри представил фильм, в котором команда «Энтерпрайза» возвращается в прошлое, чтобы обеспечить убийство Джона Ф. Кеннеди, он был «выгнан вверх по лестнице» на церемониальную роль, в то время как Paramount привлёк телевизионного продюсера Харви Беннетта для создания лучшего—и дешёвого—фильма, чем первый. После просмотра всех телевизионных эпизодов Беннет решил, что персонаж Хан Нуньен Сингх был идеальным злодеем для нового фильма. Режиссёр Николас Мейер закончил полный сценарий всего за двенадцать дней и сделал все возможное в рамках бюджета, чтобы придать «Гневу Хана» навигационный дух, который он назвал как «Горацио Хорнблоуэр в космосе». После релиза приём «Гнев Хана» был весьма позитивным; Марк Бернадин из Entertainment Weekly назвал «Гнев Хана» «фильмом, который, по большей части, спас „Звёздный путь“, каким мы его знаем».
Как первый, так и второй фильмы имеют телевизионные версии с дополнительными кадрами и альтернативными дублями, которые влияют на сюжетную линию. (У последующих фильмов «Звёздного пути», как правило, были более короткие телевизионные версии). В «Гневе Хана» особенно примечателен кадр, в котором показано, что молодой член экипажа, который отважно действует и умирает во время нападения на «Энтерпрайз», является племянником Скотти.

### Звёздный путь III: В поисках Спока(1984)
Сюжет разворачивается вскоре после завершения предыдущего фильма. Когда Маккой начинает действовать нерационально, Кирк узнаёт, что Спок в последние минуты передал свою катру, свой живой дух, доктору. Чтобы спасти Маккоя от эмоциональной гибели, Кирк и его команда украли «Энтерпрайз» и нарушили карантин планеты Генезис, чтобы вернуть Спока, его тело было регенерировано самой быстро умирающей планетой в надежде, что тело и душа могут быть воссоединены. Однако, стремясь получить секрет Генезиса для себя, Клингон командир Крюге (Кристофер Ллойд) и его команда вмешиваются, что приводит к смертельным последствиям.
Мейер отказался возвращаться к следующему фильму, поэтому обязанности режиссёра были отданы Леонарду Нимою. Paramount дал Беннетту зелёный свет, чтобы написать «Звёздный путь III» на следующий день после открытия «Гнева Хана». Продюсер сочинил сюжет о воскрешении Спока, основанный на темах из предыдущего фильма и эпизоде оригинального сериала «Время ярости».

### Звёздный путь IV: Дорога домой(1986)
Возвращаясь к военному трибуналу за свои действия по спасению Спока, Кирк и его команда узнают, что Земля находится под осадой гигантским зондом, который передаёт разрушительный сигнал, пытаясь связаться с ныне вымершими видами горбатых китов. Чтобы спасти планету, экипаж должен отправиться во времени назад в конец 20-го века, чтобы получить пару этих китов, и морского биолога Джилиан Тейлор (Кэтрин Хикс), чтобы заботиться о них.
Нимой вернулся в качестве режиссёра для этого фильма. Нимой и Беннетт хотели фильм с более лёгким тоном, в котором не было классического антагониста. Они выбрали сюжет о путешествии во времени с командой «Энтерпрайз» возвращающемся в своё прошлое, чтобы найти что-то, чтобы спасти своё настоящее—в конце концов, горбатых китов. После неудовлетворённости сценарием, написанным Дэниелом Питри-младшим, Paramount нанял Мейера, чтобы переписать сценарий с помощью Беннетта. Мейер опирался на свой собственный сюжет путешествий во времени «Путешествие в машине времени» для основов сценария.
Звезде Уильяму Шетнеру обещали свою очередь в качестве режиссёра для «Звёздного пути V», а Николас Мейер вернулся в качестве режиссёра/сосценариста для «Звёздного пути VI».

### Звёздный путь V: Последний рубеж(1989)
Сводный брат Спока Сайбок (Лоуренс Лакинбилл) считает, что он вызван Богом, и захватывает совершенно новый (и технически-проблемный) Энтерпрайз-A, чтобы пройти через Великий Барьер, в центре Млечного Пути, за пределы которого он верит его создатель ждёт его. Тем временем молодой и высокомерный Клингонский капитан Клаа (Тодд Брайант), ищущий славу в том, что он рассматривает как возможность отомстить его народу за гибель их членов экипажа на Генезисе, нацеливается на Кирка.
Это единственный фильм во франшизе, режиссёром которого был Уильям Шетнер.

### Звёздный путь VI: Неоткрытая страна(1991)
Когда Кронос (главный источник энергии Клингонской империи) разрушен взрывом, вызванным чрезмерной добычей полезных ископаемых, катастрофой, также загрязняющей атмосферу Кроноса, Клингоны делают мирные устремления к Федерации. На пути к Земле для мирного саммита канцлер Клингонов Горкан (Дэвид Уорнер) убит членами «Энтерпрайза», а Кирк привлечён к ответственности начальником штаба канцлера Чангом (Кристофер Пламмер). Спок пытается доказать невиновность Кирка, но при этом раскрывает огромный заговор против мирного процесса с участниками с обеих сторон.
Этот фильм является проводами актёрского состава оригинального сериала. Один актёр Следующего поколения, Майкл Дорн, появляется как дедушка персонажа, которого он играет в более позднем телесериале, Ворфа. Это второй и последний фильм «Звёздный путь», снятый Николасом Мейером, и последний со сценарием в соавторстве с Леонардом Нимоем.

## Фильмы «Следующего поколения»
Как шестой, так и седьмой фильмы действовали как переходы между фильмами с оригинальным актёрским составом и фильмами с участием актёрского состава Следующего поколения, причём шестой фокусировался на оригинальном актёрском составе, а седьмой фокусировался на актёрском составе TNG. С актёрским составом «Следующего поколения» было снято четыре фильма в течение восьми лет, причём последние два фильма показали лишь умеренно хорошие («Восстание») и разочаровывающие («Возмездие») в кассовых сборах.
| Фильм                         | Дата выпуска в США | Режиссёр        | Сценарист(ы)                   | Сюжет                                      | Продюсер(ы)                                 |
| ----------------------------- | ------------------ | --------------- | ------------------------------ | ------------------------------------------ | ------------------------------------------- |
| Звёздный путь: Поколения      | 18 ноября 1994     | Дэвид Карсон    | Рональд Д. Мур и Брэннон Брага | Рик Берман, Рональд Д. Мур и Брэннон Брага | Рик Берман                                  |
| Звёздный путь: Первый контакт | 22 ноября 1996     | Джонатан Фрэйкс | Брэннон Брага и Рональд Д. Мур | Рик Берман, Рональд Д. Мур и Брэннон Брага | Рик Берман, Марти Хорнштейн, Питер Лоритсон |
| Звёздный путь: Восстание      | 11 декабря 1998    | Джонатан Фрэйкс | Майкл Пиллер                   | Рик Берман и Майкл Пиллер                  | Рик Берман                                  |
| Звёздный путь: Возмездие      | 13 декабря 2002    | Стюард Бэрд     | Джон Логан                     | Джон Логан, Рик Берман и Брент Спайнер     | Рик Берман                                  |

### Звёздный путь: Поколения(1994)
Пикар заручается поддержкой Кирка, который считается давно умершим, но процветает в сверх-пространственной сфере, чтобы помешать невменяемому учёному Толиану Сорану (Малкольм Макдауэлл) уничтожить звезду и её населённую планетную систему в попытке войти в эту сферу. В этот фильм также вошли оригинальные члены экипажа Скотти (Джеймс Доухан) и Чехов (Уолтер Кёниг). После семи сезонов «Следующего поколения» следующий фильм «Звёздного пути» был первым, в котором участвовал экипаж «Энтерпрайза-D», а также длинный пролог, в котором участвовали три актёра оригинального сериала и единственное появление «Энтерпрайза-В».

### Звёздный путь: Первый контакт(1996)
После неудачной попытки напасть на Землю, Борг пытаются предотвратить Первый контакт между людьми и вулканцами, вмешиваясь в испытание варпа Зефрама Кохрэйна (Джеймс Кромвелл) в прошлом. Пикард должен противостоять демонам, которые происходят из его ассимиляции в Коллективе («Лучший из двух миров»), поскольку он ведёт новый «Энтерпрайз-E» назад во времени, чтобы обеспечить проведение испытаний и последующую встречу с вулканцами.
Первый из двух фильмов снятые актёром сериала Джонатаном Фрейксом.

### Звёздный путь: Восстание(1998)
Глубоко обеспокоенный тем, что он считает вопиющим нарушением Первичной директивы, Пикар намеренно вмешивается в план адмирала Звёздного флота Догерти (Энтони Цербе) по перемещению относительно небольшой, но, казалось бы, бессмертной популяции с мистической планеты, чтобы получить контроль над естественным излучением планеты, которое было обнаружено, чтобы иметь существенные лечебные свойства. Однако сам адмирал является пешкой в миссии мести своего инопланетного партнёра Руафо (Ф. Мюррей Абрахам).
«Восстание» написал сценарист «Глубокого космоса 9» Майкл Пиллер вместо Рональда Д. Мура и Брэннона Браги, которые писали для «Поколений» и «Первого контакта».

### Звёздный путь: Возмездие(2002)
Клон Пикара Реман Претор Шинзон (Том Харди), созданный ромуланцами, убивает ромуланский сенат, получает абсолютную власть и заманивает Пикара и «Энтерпрайз» к Ромулу под ложным предлогом мирного вмешательства.
Написанный Джоном Логаном и снятый Стюартом Бэйрдом, этот фильм был критическим и коммерческим провалом (выпущен 13 декабря 2002 года в прямой конкуренции с «Умри, но не сейчас», «Гарри Поттер и Тайная комната» и «Властелин колец: Две крепости») и был последним фильмом «Звёздного пути», в котором будет участвовать актёрский состав «Следующего поколения» и который будет продюсировать Рик Берман.

## Фильм «Дискавери»
Весной 2023 года был анонсирован фильм, спин-офф сериала Звёздный путь: Дискавери, Звёздный путь: Секция 31. Режиссёром был назначен Олатунде Осунсанми, а сценарий напишет Крэйг Суини. К роли Филиппы Джорджиу вернётся Мишель Йео. Ожидается, что съёмки начнутся в конце 2023 года. Релиз фильма состоится на стриминговом сервисе Paramount+.
| Фильм                   | Дата выпуска в США | Режиссёр           | Сценарист(ы) | Сюжет       | Продюсер(ы) |
| ----------------------- | ------------------ | ------------------ | ------------ | ----------- | ----------- |
| Звёзный путь: Секция 31 | TBA                | Олатунде Осунсанми | Крэйг Суини  | Крэйг Суини | TBA         |

## ФильмыВременной линии Кельвина(перезапуск)

Логотип перезапуска фильма

После неудовлетворительного приёма «Возмездия» и отмены телесериала «Энтерпрайз» исполнительный продюсер франшизы Рик Берман и сценарист Эрик Йендерсен начали разработку нового фильма, под названием «Звёздный путь: начало» (англ. Star Trek: The Beginning), который будет происходить после «Энтерпрайза», но до Оригинального сериала. В феврале 2007 года Дж. Дж. Абрамс принял предложение Paramount по режиссуре нового фильма, поскольку ранее был назначен продюсером. Роберто Орси и Алекс Курцман написали сценарий, который произвёл впечатление на Абрамса, с участием новых актёров, изображающих молодые версии актёрского состава оригинального сериала. Корабль «Энтерпрайз», его интерьер и оригинальная форма были переделаны.
Это возрождение франшизы часто считается и называется «перезапуском», но технически это продолжение франшизы (Нимой повторяет свою роль Спока из предыдущих фильмов), которая устанавливает альтернативную реальность из предыдущих фильмов. Этот путь был взят через традиционный перезапуск, чтобы освободить новые фильмы от ограничений установленной преемственности без полного отказа от него, что, по мнению авторов, было бы «неуважительно». Эта новая реальность была неофициально названа несколькими именами, включая «Abramsverse», «JJ Trek» и «NuTrek», прежде чем она была названа «Временной линией Кельвина» (по сравнению с «Prime Timeline» оригинального сериала и фильмов) Майкла и Дениз Окуда для использования в официальных справочных руководствах и энциклопедиях «Звёздного пути». Название Кельвин происходит от USS Кельвин (англ. USS Kelvin), звездолёта, участвовавшего в событии, которое создаёт новую реальность в фильме «Звёздный путь» (2009). Абрамс назвал космический корабль в честь своего деда Генри Кельвина, которому он также отдаёт дань в «Стартрек: Возмездие» с Мемориальным архивом Кельвина (англ. Kelvin Memorial Archive).
| Фильм                   | Дата выпуска в США | Режиссёр         | Сценарист(ы)                                  | Продюсер(ы)                                                                  |
| ----------------------- | ------------------ | ---------------- | --------------------------------------------- | ---------------------------------------------------------------------------- |
| Звёздный путь           | 8 мая 2009         | Джей Джей Абрамс | Роберто Орси и Алекс Курцман                  | Джей Джей Абрамс и Деймон Линделоф                                           |
| Стартрек: Возмездие     | 16 мая 2013        | Джей Джей Абрамс | Роберто Орси, Алекс Курцман и Деймон Линделоф | Джей Джей Абрамс, Брайан Берк, Деймон Линделоф, Алекс Курцман и Роберто Орси |
| Стартрек: Бесконечность | 22 июля 2016       | Джастин Лин      | Саймон Пегг, Даг Джанг                        | Джей Джей Абрамс, Роберто Орси, Линдси Вебер и Джастин Лин                   |

### Звёздный путь(2009)
В 24 веке сверхновая звезда разрушает Ромул. Управляя одиночным судном, Спок (Леонард Нимой) пытается удержать сверхновую, создав искусственную чёрную дыру, но подвергается нападению ромуланского шахтёрского судна под командованием Нерона (Эрик Бана), который стремится отомстить за неспособность Спока спасти Ромул; оба судна втянуты в чёрную дыру и отправлены во времени в 23 век. Затем Нерон захватывает Спока и использует технологию чёрной дыры для уничтожения Вулкана. Современное молодое «я» Спока (Закари Куинто), который является инструктором Академии Звёздного Флота, и изменчивый и высокомерный курсант по имени Джеймс Кирк (Крис Пайн) должны затем отложить в сторону свои нынешние разногласия и объединить свои силы, чтобы помешать Нерону отправить Землю и остальные миры Федерации в схожую судьбу.
Этот фильм действует как перезапуск к существующей франшизе, происходя в «альтернативной реальности», используя сюжетное устройство путешествия во времени, чтобы изобразить изменённую временную линию (известную как временная линия Кельвина, после того, как корабль разрушен в открывающей сцене), участием младших версий актёрского состава оригинального сериала. Это первое производство с участием совершенно другого актёрского состава, исполняющего роли, ранее сыгранные другими актёрами, за исключением пожилого Спока, которого сыграл Леонард Нимой. Фильм был снят Джей Джей Абрамсом (который продюсировал его с Деймоном Линделофом) и написан Роберто Орси и Алексом Курцманом. По словам Линделофа, это производство было предназначено для привлечения более широкой аудитории. Он получил положительные отзывы и ряд наград, в том числе единственную премию Оскар за кино франшизу, за «грим и причёски». Сюжет, который показал события между «Возмездие» и «Звёздный путь» (2009), был выпущен в виде графического романа «Обратный отсчёт» в начале 2009 года.

### Стартрек: Возмездие(2013)
Специальный агент Звёздного Флота Джон Харрисон (Бенедикт Камбербэтч) вынуждает офицера взорвать секретную установку в Лондоне, расстреливает последующую встречу начальства Звёздного флота в Сан-Франциско, а затем бежит на Кронос. Экипаж «Энтерпрайза» пытается привлечь его к ответственности, не провоцируя войну с Клингонской империей, но обнаруживает, что в миссии агента и самого человека гораздо больше, чем то, что им сказал адмирал флота (Питер Уэллер); агент не кто иной, как Хан Нуньен Сингх; его преданность и его мотивы изначально не совсем ясны.

### Стартрек: Бесконечность(2016)
«Энтерпрайз» попал в засаду и уничтожен бесчисленными инопланетными микро-судами; Экипаж покидает корабль. Оказавшись на неизвестной планете и не имея видимых средств спасения или спасения, они оказываются в конфликте с новым социопатическим врагом Кроллом (Идрис Эльба), у которого есть обоснованная ненависть к Федерации и к её идеалам.
«Стартрек: Бесконечность» был выпущен 22 июля 2016 года, ко времени празднования 50-летия франшизы. Роберто Орси заявил, что «Стартрек: Бесконечность» будет больше походить на оригинальный сериал, чем его предшественники в серии перезапуска, и все же будет пробовать что-то новое с использованием уже созданного материала. В декабре 2014 года Джастин Лин был утверждён в качестве режиссёра для предстоящего сиквела, отмечающего первый фильм перезапуск, который не будет снят Джей Джей Абрамсом, чьи обязательства по «Звёздным войнам: Пробуждение силы» ограничивают его роль в фильме «Звёздного пути» ролью продюсера. В январе 2015 года было подтверждено, что фильм будет написан в соавторстве с Даг Джангом и Саймоном Пеггом, которые раскрыли название фильма в мае. Идрис Эльба был в составе как злодей Кролл, а София Бутелла была в составе как Джейла. Съёмки начались 25 июня 2015 года. Это последний фильм Антона Ельчина (Чехов), который погиб в автомобильной аварии 19 июня 2016 года.

### Приём

#### Кассовые сборы
| Фильм                   | Дата выхода     | Доходы кассовых сборов | Доходы кассовых сборов           | Доходы кассовых сборов | Доходы кассовых сборов | Бюджет    | Cc            |
| Фильм                   | Дата выхода     | США и Канада           | США и Канада (с учётом инфляции) | Другие территории      | В мире                 | Бюджет    | Cc            |
| ----------------------- | --------------- | ---------------------- | -------------------------------- | ---------------------- | ---------------------- | --------- | ------------- |
|                         |                 |                        |                                  |                        |                        |           |               |
| Фильм                   | 7 декабря 1979  | 82,258,456 $           | 289,771,535 $                    | 56,741,544 $           | 139,000,000 $          | 45 млн $  | [ 33 ] [ 34 ] |
| Гнев Хана               | 4 июня 1982     | 78,912,963 $           | 211,714,240 $                    | 16,887,037 $           | 95,800,000 $           | 12 млн $  | [ 35 ]        |
| В поисках Спока         | 1 июня 1984     | 76,471,046 $           | 188,189,317 $                    | 10,528,954 $           | 87,000,000 $           | 16 млн $  | [ 36 ] [ 37 ] |
| Дорога домой            | 26 ноября 1986  | 109,713,132 $          | 255,897,387 $                    | 23,286,868 $           | 133,000,000 $          | 21 млн $  | [ 38 ]        |
| Последний рубеж         | 9 июня 1989     | 52,210,049 $           | 107,685,854 $                    | 17,989,951 $           | 70,200,000 $           | 30 млн $  | [ 39 ]        |
| Неоткрытая страна       | 6 декабря 1991  | 74,888,996 $           | 140,574,678 $                    | 22,011,004 $           | 96,900,000 $           | 27 млн $  | [ 40 ]        |
|                         |                 |                        |                                  |                        |                        |           |               |
| Поколения               | 18 ноября 1994  | 75,671,262 $           | 130,530,379 $                    | 44,328,738 $           | 120,000,000 $          | 38 млн $  | [ 41 ]        |
| Первый контакт          | 22 ноября 1996  | 92,027,888 $           | 150,021,274 $                    | 57,972,112 $           | 150,000,000 $          | 46 млн $  | [ 42 ]        |
| Восстание               | 11 декабря 1998 | 70,187,658 $           | 110,096,320 $                    | 47,612,342 $           | 117,800,000 $          | 70 млн $  | [ 43 ]        |
| Возмездие               | 13 декабря 2002 | 43,254,409 $           | 61,484,482 $                     | 24,058,417 $           | 67,312,826 $           | 60 млн $  | [ 44 ]        |
|                         |                 |                        |                                  |                        |                        |           |               |
| Звёздный путь           | 8 мая 2009      | 257,730,019 $          | 307,141,265 $                    | 127,950,427 $          | 385,680,446 $          | 150 млн $ | [ 45 ]        |
| Стартрек: Возмездие     | 16 мая 2013     | 228,778,661 $          | 251,100,922 $                    | 238,602,923 $          | 467,381,584 $          | 190 млн $ | [ 46 ]        |
| Стартрек: Бесконечность | 22 июля 2016    | 158,848,340 $          | 169,222,379 $                    | 184,623,476 $          | 343,471,816 $          | 185 млн $ | [ 47 ]        |
| Общие данные            | Общие данные    | 1,400,952,879 $        | 2,373,430,032 $                  | 865 770 317 $          | 2,273,546,672 $        | 893 млн $ | [ 48 ]        |

#### Критическая реакция
| Фильм                   | Rotten Tomatoes    | Metacritic      | CinemaScore |
| ----------------------- | ------------------ | --------------- | ----------- |
|                         |                    |                 |             |
| Фильм                   | 42 % (38 отзывов)  | 48 (16 отзывов) | N/A         |
| Гнев Хана               | 87 % (53 отзыва)   | 67 (18 отзывов) | N/A         |
| В поисках Спока         | 80 % (44 отзыва)   | 56 (17 отзывов) | N/A         |
| Дорога домой            | 85 % (41 отзыв)    | 71 (17 отзывов) | A+          |
| Последний рубеж         | 22 % (46 отзывов)  | 43 (16 отзывов) | A−          |
| Неоткрытая страна       | 82 % (54 отзыва)   | 65 (18 отзывов) | A−          |
|                         |                    |                 |             |
| Поколения               | 50 % (53 отзыва)   | 55 (22 отзыва)  | B+          |
| Первый контакт          | 93 % (56 отзывов)  | 71 (18 отзывов) | A−          |
| Восстание               | 55 % (68 отзывов)  | 64 (19 отзывов) | B+          |
| Возмездие               | 38 % (164 отзыва)  | 51 (29 отзывов) | A−          |
|                         |                    |                 |             |
| Звёздный путь           | 94 % (350 отзывов) | 82 (46 отзывов) | A           |
| Стартрек: Возмездие     | 84 % (287 отзывов) | 72 (43 отзыва)  | A           |
| Стартрек: Бесконечность | 86 % (304 отзыва)  | 68 (50 отзывов) | A−          |

#### Премия Оскар
| Фильм                          | Художник-постановщик | Оператор  | Грим      | Музыка к фильму | Звуковой монтаж | Звук      | Визуальные эффекты |
| ------------------------------ | -------------------- | --------- | --------- | --------------- | --------------- | --------- | ------------------ |
|                                |                      |           |           |                 |                 |           |                    |
| Фильм (1979)                   | Номинация            |           |           | Номинация       |                 |           | Номинация          |
| Дорога домой (1986)            |                      | Номинация |           | Номинация       | Номинация       | Номинация |                    |
| Неоткрытая страна (1991)       |                      |           | Номинация |                 | Номинация       |           |                    |
|                                |                      |           |           |                 |                 |           |                    |
| Первый контакт (1996)          |                      |           | Номинация |                 |                 |           |                    |
|                                |                      |           |           |                 |                 |           |                    |
| Звёздный путь (2009)           |                      |           | Победа    |                 | Номинация       | Номинация | Номинация          |
| Стартрек: Возмездие (2013)     |                      |           |           |                 |                 |           | Номинация          |
| Стартрек: Бесконечность (2016) |                      |           | Номинация |                 |                 |           |                    |

#### Премия Сатурн
| Фильм                          | Научно-фантастический фильм | Режиссёр  | Сценарий  | Актёр     | Актриса   | Актёр второго плана | Актриса второго плана | Музыка    | Костюмы   | Художник-постановщик | Грим      | Спецэффекты | DVD-издание классического фильма | DVD-сборник |
| ------------------------------ | --------------------------- | --------- | --------- | --------- | --------- | ------------------- | --------------------- | --------- | --------- | -------------------- | --------- | ----------- | -------------------------------- | ----------- |
|                                |                             |           |           |           |           |                     |                       |           |           |                      |           |             |                                  |             |
| Фильм (1979)                   | Номинация                   | Номинация |           | Номинация | Номинация | Номинация           | Номинация             | Номинация | Номинация |                      | Номинация | Победа      | Номинация                        | Победа      |
| Гнев Хана (1982)               | Номинация                   | Победа    | Номинация | Победа    |           | Номинация           | Номинация             |           | Номинация |                      | Номинация |             |                                  | Победа      |
| В поисках Спока (1984)         | Номинация                   | Номинация |           | Номинация |           |                     | Номинация             |           | Номинация |                      |           | Номинация   |                                  | Победа      |
| Дорога домой (1986)            | Номинация                   | Номинация | Номинация | Номинация |           | Номинация           | Номинация             |           | Победа    |                      | Номинация | Номинация   |                                  | Победа      |
| Дорога домой (1986)            | Номинация                   | Номинация | Номинация | Номинация | Номинация |                     | Номинация             |           | Победа    |                      | Номинация | Номинация   |                                  | Победа      |
| Последний рубеж (1989)         |                             |           |           |           |           |                     |                       |           |           |                      |           |             |                                  | Победа      |
| Неоткрытая страна (1991)       | Победа                      |           | Номинация |           |           |                     | Номинация             |           | Номинация |                      | Номинация |             |                                  | Победа      |
|                                |                             |           |           |           |           |                     |                       |           |           |                      |           |             |                                  |             |
| Поколения (1994)               | Номинация                   |           |           |           |           |                     | Номинация             |           |           |                      |           |             |                                  |             |
| Первый контакт (1996)          | Номинация                   | Номинация | Номинация | Номинация |           | Победа              | Победа                | Номинация | Победа    |                      | Номинация | Номинация   |                                  |             |
| Восстание (1998)               | Номинация                   |           |           |           |           |                     |                       |           |           |                      | Номинация |             |                                  |             |
| Возмездие (2002)               | Номинация                   |           |           |           |           | Номинация           |                       |           | Номинация |                      | Номинация |             |                                  |             |
|                                |                             |           |           |           |           |                     |                       |           |           |                      |           |             |                                  |             |
| Звёздный путь (2009)           | Номинация                   | Номинация | Номинация |           |           |                     |                       |           |           | Номинация            | Победа    | Номинация   |                                  |             |
| Стартрек: Возмездие (2013)     | Номинация                   | Номинация |           |           |           | Номинация           |                       |           | Номинация |                      |           | Номинация   |                                  |             |
| Стартрек: Бесконечность (2016) | Номинация                   |           |           | Номинация |           | Номинация           |                       |           |           |                      | Победа    |             |                                  |             |

### Будущие фильмы
Пайн и Куинто подписали контракты на возвращение в роли Кирка и Спока для четвёртого фильма в серии перезапуска, и в июле 2016 года Абрамс подтвердил планы четвёртого фильма, заявив, что Крис Хемсворт вернётся в роли отца Кирка, которого он сыграл в прологе первого фильма. Позже в том же месяце Paramount объявил о возвращении большинства актёрского состава «Бесконечности» и продюсеров Абрамса и Линдси Вебер; Дж. Д. Пэйн и Патрик Маккей были объявлены сценаристами. Абрамс сказал, что Чехов не будет переделан после смерти Ельчина в автомобильной аварии. В апреле 2018 года Эс Джей Кларксон была объявлена режиссёром фильма. К августу 2018 года переговоры с Пайна и Хемсворта были прерваны после того, как студия, по сообщениям, хотела уменьшить их зарплату в ответ на неутешительные финансовые результаты «Бесконечности». По словам Хемсворта, причиной его выхода было то, что он нашёл сценарий не восторженным. В январе 2019 года Deadline Hollywood сообщил, что Paramount отложил проект.
В декабре 2017 года было объявлено, что Квентин Тарантино работал над фильмом «Звёздного пути» совместно с Абрамсом, имея в виду, что первый будет исполнять обязанности режиссёра. Марк Л. Смит, Линдси Беер, Меган Амрам и Дрю Пирс приняли участие в комнате сценаристов, прежде чем Paramount заключил сделку со Смитом, чтобы написать сценарий. Сценарий был завершён к июню 2019 года. Тарантино планирует потенциально продолжить разработку фильма, который рассчитан на рейтинг R. Режиссёр описывает сюжет как «Криминальное чтиво в космосе». Уильям Шетнер выразил готовность вновь сыграть роль Кирка в проекте. В январе 2020 года Тарантино заявил, что фильм может быть снят, но он, вероятно, не станет его режиссёром.
В ноябре 2019 года было объявлено, что фильм «Звёздного пути» находится в разработке вместе с Ноем Хоули на переговорах в качестве сценариста и режиссёра. Хоули также будет продюсером вместе с Абрамсом в совместном предприятии между их производственными студиями, 26 Keys и Bad Robot, соответственно. Хоули сказал о проекте: «Для меня это … новое направление, но ещё рано, с точки зрения того, кто именно в нём будет участвовать или какими будут персонажи. Я не думаю о нём как о „Звёздном пути 4“, чтобы быть сокращающим. Это новое начало».

### Цитаты
1. ↑   Архивная копия от 27 июля 2016 на Wayback Machine Archived copy. Дата обращения: 17 марта 2019. Архивировано 27 июля 2016 года.
2. ↑  Reeves-Stevens, 155—158.
3. ↑  Star Trek Movie (англ.) // Locus : magazine  / Brown, Charles[англ.]. — 1975. — October (vol. 1, no. 180).
4. ↑  Sackett & Roddenberry, 1-3.
5. ↑  Shay (1980), 4.
6. ↑  Sackett & Roddenberry, 202—203.
7. ↑  Sackett & Roddenberry, 204—205.
8. 1 2  Rioux, 240.
9. ↑  Star Trek cast and crew (6 августа 2002). Star Trek II: The Wrath of Khan, The Directors Edition: Special Features (DVD; Disc 2/2). Paramount Pictures.
10. ↑  Meyers, Richard. The Great Science Fiction Films. — New York: Carol Publishing Group, 1990. — С. 229—231. — ISBN 0-8065-1084-6.
11. ↑  Bernardin, Mark. Review; Star Trek II: The Wrath of Khan – The Director's Edition. Entertainment Weekly (13 августа 2002). Дата обращения: 5 августа 2008. Архивировано 29 сентября 2008 года.
12. ↑  Rioux, 251.
13. ↑  Giles, Jeff. Every Star Trek Movie Ranked From Worst To Best. Rotten Tomatoes (20 июля 2016). Дата обращения: 23 мая 2018. Архивировано 27 ноября 2017 года.
14. ↑  Otterson, Joe. Paramount+ Greenlights 'Star Trek: Section 31' Film Starring Michelle Yeoh. Variety (18 апреля 2023). Дата обращения: 18 апреля 2023. Архивировано 18 апреля 2023 года.
15. ↑  McNary, Dave (13 февраля 2005). Trekkers consider series' future. Variety. Дата обращения: 1 июня 2007.
16. ↑  Hinman, Michael. Star Trek XI Is Down, But It Is Not Out. SyFy Portal (12 апреля 2006). Дата обращения: 24 сентября 2007. Архивировано 9 января 2008 года.
17. ↑  Siegel, Tatiana. Abrams takes helm of Star Trek. The Hollywood Reporter (24 февраля 2007). Дата обращения: 14 апреля 2008. Архивировано 16 мая 2008 года.
18. 1 2  "The Kelvin Timeline"- Official Name for the New Star Trek Universe. MSN (27 июня 2016). Дата обращения: 24 июля 2016. Архивировано из оригинала 19 августа 2016 года.
19. ↑  Staff, TrekCore. STAR TREK Alternate Universe Finally Gets Official Name | TrekCore Blog. trekcore.com (26 июня 2016). Дата обращения: 24 июля 2016. Архивировано 23 июля 2016 года.
20. ↑  Exclusive Interview: Damon Lindelof On New Release Date and Trek Appealing To Wider Audience (Press release). TrekMovie.com. Архивировано 26 мая 2013. Дата обращения: 13 июня 2013.
21. ↑  Star Trek. Rotten Tomatoes. Дата обращения: 2 сентября 2018. Архивировано 30 января 2015 года.
22. 1 2  Star Trek (2009): Reviews. Metacritic. Дата обращения: 2 сентября 2018. Архивировано 11 сентября 2018 года.
23. ↑  Movie Releases by Score (2009). Дата обращения: 13 марта 2011. Архивировано 11 мая 2011 года.
24. ↑  Maane Khatchatourian. 'Star Trek 3′ Set in Deep Space – Variety. Variety. Дата обращения: 1 августа 2020. Архивировано 4 апреля 2018 года.
25. ↑  Mike Fleming Jr. Star Trek 3's New Director Will Be 'Fast & Furious 6′ Helmer Justin Lin   – Deadline. Deadline Hollywood. Дата обращения: 1 августа 2020. Архивировано 23 декабря 2014 года.
26. ↑  Kroll, Justin. Roberto Orci to Direct ‘Star Trek 3’ (EXCLUSIVE). variety.com (14 мая 2014). Дата обращения: 23 июня 2017. Архивировано 14 мая 2014 года.
27. ↑  Mike Fleming Jr. Simon Pegg Co-Writing 'Star Trek 3′ With Doug Jung – Deadline. Deadline Hollywood. Дата обращения: 1 августа 2020. Архивировано 25 февраля 2020 года.
28. ↑  Sean Wist. Simon Pegg confirms Star Trek Beyond title in his love letter to fantasy. joblo.com. Дата обращения: 1 августа 2020. Архивировано 22 мая 2020 года.
29. ↑  'Star Trek 3′ Begins Filming in April; Bryan Cranston Rumored for Villain Role. Screen Rant. Дата обращения: 1 августа 2020. Архивировано 3 августа 2020 года.
30. ↑  Idris Elba In Early Talks for 'Star Trek 3' Villain. The Hollywood Reporter. Дата обращения: 1 августа 2020. Архивировано 5 августа 2020 года.
31. ↑  Mike Fleming Jr. 'Kingsman's Sofia Boutella Lands Lead In 'Star Trek 3′ – Deadline. Deadline Hollywood. Дата обращения: 1 августа 2020. Архивировано 21 июня 2018 года.
32. ↑  'Star Trek 3' Starts Filming; More Evidence It Will Be Titled 'Star Trek Beyond'. Slashfilm.com. Дата обращения: 1 августа 2020. Архивировано 3 августа 2020 года.
33. ↑  Star Trek: The Motion Picture. The Numbers. Дата обращения: 26 сентября 2012. Архивировано 3 августа 2020 года.
34. ↑  Список фильмов «Звёздного пути» (англ.) на сайте American Film Institute Catalog
35. ↑  Star Trek II: The Wrath of Khan. The Numbers. Дата обращения: 26 сентября 2012. Архивировано 3 августа 2020 года.
36. ↑  Star Trek III: The Search for Spock. The Numbers. Дата обращения: 26 сентября 2012. Архивировано 3 августа 2020 года.
37. ↑  Fisher, Bob. Director Leonard Nimoy focuses on 'Star Trek III: The Search for Spock (англ.) // On Location: the Film and Videotape Production Magazine : journal. — 1984. — April (vol. 7, no. 12). — P. 34.
38. ↑  Star Trek IV: The Voyage Home. The Numbers. Дата обращения: 26 сентября 2012. Архивировано 22 июня 2020 года.
39. ↑  Star Trek V: The Final Frontier. The Numbers. Дата обращения: 26 сентября 2012. Архивировано 16 июля 2020 года.
40. ↑  Star Trek VI: The Undiscovered Country. The Numbers. Дата обращения: 26 сентября 2012. Архивировано 3 августа 2020 года.
41. ↑  Star Trek: Generations. The Numbers. Дата обращения: 26 сентября 2012. Архивировано 3 августа 2020 года.
42. ↑  Star Trek: First Contact. The Numbers. Дата обращения: 26 сентября 2012. Архивировано 3 августа 2020 года.
43. ↑  Star Trek: Insurrection. The Numbers. Дата обращения: 26 сентября 2012. Архивировано 7 сентября 2019 года.
44. ↑  Star Trek: Nemesis. The Numbers. Дата обращения: 26 сентября 2012. Архивировано 22 июня 2020 года.
45. ↑  Star Trek. The Numbers. Дата обращения: 26 сентября 2012. Архивировано 5 апреля 2020 года.
46. ↑  Star Trek Into Darkness. The Numbers. Дата обращения: 2 августа 2014. Архивировано 10 февраля 2020 года.
47. ↑  Star Trek Beyond. The Numbers. Дата обращения: 29 июля 2016. Архивировано 5 апреля 2020 года.
48. ↑  Star Trek Franchise Box Office History. The Numbers. Дата обращения: 2 августа 2014. Архивировано 12 июня 2020 года.
49. ↑  Star Trek: The Motion Picture. Rotten Tomatoes. Дата обращения: 6 июля 2019. Архивировано 21 августа 2020 года.
50. ↑  Star Trek: The Motion Picture (1979): Reviews. Metacritic. Дата обращения: 2 сентября 2018. Архивировано 20 августа 2018 года.
51. ↑  Star Trek II: The Wrath of Khan. Rotten Tomatoes. Дата обращения: 6 июля 2019. Архивировано 11 августа 2020 года.
52. ↑  Star Trek II: The Wrath of Khan (1982): Reviews. Metacritic. Дата обращения: 2 сентября 2018. Архивировано 26 октября 2017 года.
53. ↑  Star Trek III: The Search for Spock. Rotten Tomatoes. Дата обращения: 6 июля 2019. Архивировано 21 августа 2020 года.
54. ↑  Star Trek III: The Search for Spock (1984): Reviews. Metacritic. Дата обращения: 2 сентября 2018. Архивировано 11 июля 2019 года.
55. ↑  Star Trek IV: The Voyage Home. Rotten Tomatoes. Дата обращения: 6 июля 2019. Архивировано 19 августа 2020 года.
56. ↑  Star Trek IV: The Voyage Home (1986): Reviews. Metacritic. Дата обращения: 2 сентября 2018. Архивировано 1 октября 2018 года.
57. 1 2 3 4 5 6 7 8 9 10  CinemaScore. CinemaScore. Дата обращения: 5 января 2019. Архивировано из оригинала 22 июля 2018 года.
58. ↑  Star Trek V: The Final Frontier. Rotten Tomatoes. Дата обращения: 6 июля 2019. Архивировано 21 августа 2020 года.
59. ↑  Star Trek V: The Final Frontier (1989): Reviews. Metacritic. Дата обращения: 2 сентября 2018. Архивировано 7 июня 2017 года.
60. ↑  Star Trek VI: The Undiscovered Country. Rotten Tomatoes. Дата обращения: 6 июля 2019. Архивировано 21 августа 2020 года.
61. ↑  Star Trek VI: The Undiscovered Country (1991): Reviews. Metacritic. Дата обращения: 2 сентября 2018. Архивировано 15 октября 2018 года.
62. ↑  Star Trek Generations. Rotten Tomatoes. Дата обращения: 6 июля 2019. Архивировано 19 августа 2020 года.
63. ↑  Star Trek: Generations (1994): Reviews. Metacritic. Дата обращения: 5 января 2019. Архивировано 9 июля 2018 года.
64. ↑  Star Trek: First Contact. Rotten Tomatoes. Дата обращения: 6 июля 2019. Архивировано 20 августа 2020 года.
65. ↑  Star Trek: First Contact (1996): Reviews. Metacritic. Дата обращения: 2 сентября 2018. Архивировано 8 сентября 2018 года.
66. ↑  Star Trek: Insurrection. Rotten Tomatoes. Дата обращения: 6 июля 2019. Архивировано 19 сентября 2020 года.
67. ↑  Star Trek: Insurrection (1998): Reviews. Metacritic. Дата обращения: 2 сентября 2018. Архивировано 27 августа 2018 года.
68. ↑  Star Trek: Nemesis. Rotten Tomatoes. Дата обращения: 6 июля 2019. Архивировано 17 мая 2021 года.
69. ↑  Star Trek: Nemesis (2002): Reviews. Metacritic. Дата обращения: 2 сентября 2018. Архивировано 26 августа 2021 года.
70. ↑  Star Trek. Rotten Tomatoes. Дата обращения: 6 июля 2019. Архивировано 30 января 2015 года.
71. ↑  Star Trek Into Darkness. Rotten Tomatoes. Дата обращения: 6 июля 2019. Архивировано 13 июля 2019 года.
72. ↑  Star Trek Into Darkness (2013): Reviews. Metacritic. Дата обращения: 2 сентября 2018. Архивировано 30 сентября 2018 года.
73. ↑  Star Trek Beyond. Rotten Tomatoes. Дата обращения: 6 июля 2019. Архивировано 8 октября 2018 года.
74. ↑  Star Trek Beyond (2016): Reviews. Metacritic. Дата обращения: 2 сентября 2018. Архивировано 16 июля 2016 года.
75. ↑  Kit, Borys. Star Trek 3 stars score big raises as Kirk and Spock for fourth movie (англ.) // The Hollywood Reporter : magazine. — Prometheus Global Media, 2015. — 26 June (vol. Exclusive). Архивировано 27 июня 2015 года.
76. ↑  Chitwood, Adam. Is Chris Hemsworth returning for Star Trek 4? J.J. Abrams teases next sequel. Collider.com (15 июля 2016). Дата обращения: 16 июля 2016. Архивировано 17 июля 2016 года.
77. ↑  Chitwood, Adam. Fourth Star Trek movie a go at Paramount; Chris Hemsworth back as Kirk's father. Deadline Hollywood (18 июля 2016). Дата обращения: 18 июля 2016. Архивировано 19 июля 2016 года.
78. ↑  Star Trek 4 is Officially a go; synopsis & writers revealed. screenrant.com (18 июля 2016). Дата обращения: 23 июня 2017. Архивировано 20 июля 2016 года.
79. ↑  Slotek, Jim (13 июля 2016). J.J. Abrams: Star Trek won't replace Anton Yelchin. Toronto Sun. Архивировано 16 июля 2016. Дата обращения: 1 августа 2020.
80. ↑  Kroll, Justin. Star Trek 4: S.J. Clarkson becomes the first female director in franchise’s history (англ.) // Variety : journal. — 2018. — 26 April (vol. Exclusive). Архивировано 18 июня 2018 года.
81. ↑  Kit, Borys. Chris Pine and Chris Hemsworth Star Trek 4 future in doubt as talks fall through (англ.) // The Hollywood Reporter : magazine. — 2018. — 10 August (vol. Exclusive). Архивировано 11 августа 2018 года.
82. ↑  Setoodth, Ramin. How Chris Hemsworth found his way as a movie star with Thor and The Avengers. Variety (28 мая 2019). Дата обращения: 28 мая 2019. Архивировано 31 мая 2019 года.
83. ↑  Andreeva, Nellie; Petski, Denise. Game of Thrones prequel HBO pilot: S.J. Clarkson to direct; Naomi Ackie & 7 more cast. Deadline Hollywood (8 января 2019). Дата обращения: 8 января 2019. Архивировано 9 января 2019 года.
84. ↑  Mendelson, Scott. Paramount has canceled Star Trek 4, and Disney's Star Wars is to blame. Forbes (10 января 2019). Дата обращения: 10 января 2019. Архивировано 10 января 2019 года.
85. ↑  Fleming, Mike, Jr. Quentin Tarantino hatches Star Trek movie idea; Paramount, J.J. Abrams to assemble writers room. Deadline Hollywood (5 декабря 2017). Дата обращения: 5 декабря 2017. Архивировано 17 ноября 2020 года.
86. ↑  Fleming, Mike, Jr. Quentin Tarantino's Star Trek firms The Revenant writer Mark L. Smith as screenwriter. Deadline Hollywood (21 декабря 2017). Дата обращения: 21 декабря 2017. Архивировано 22 декабря 2017 года.
87. 1 2  Quentin Tarantino gives an update on his Star Trek film. TrekMovie.com (10 июня 2019). Дата обращения: 25 июня 2019. Архивировано 11 июня 2019 года.
88. ↑  Bloom, Mike. Quentin Tarantino's Star Trek may still be on the table. CBR (29 декабря 2019). Дата обращения: 30 декабря 2019. Архивировано 30 декабря 2019 года.
89. ↑  Evangelista, Chris. Quentin Tarantino tells us how and why he created The Hateful Eight miniseries for Netflix. /Film (1 мая 2019). Дата обращения: 3 мая 2019. Архивировано 17 ноября 2020 года.
90. ↑  Langmann, Brady. Quentin Tarantino says his Star Trek movie will absolutely be Pulp Fiction in space. Esquire (18 июля 2019). Дата обращения: 18 июля 2019. Архивировано 21 июля 2019 года.
91. ↑  Dominguez, Noah. Star Trek: William Shatner would return for Quentin Tarantino's film. CBR (28 июля 2019). Дата обращения: 30 декабря 2019. Архивировано 30 декабря 2019 года.
92. ↑  Ramos, Dino-Ray (3 марта 2020). William Shatner refuses to reprise his role as Captain Kirk, Star Trek icon says character is "played out". Deadline. Архивировано 3 марта 2020. Дата обращения: 1 августа 2020.
93. ↑  Sharf, Zack. Quentin Tarantino hints at Star Trek exit: "I don't think I'm going to direct it.". IndieWire (14 января 2020). Дата обращения: 18 января 2020. Архивировано 14 января 2020 года.
94. ↑  Fleming, Mike, Jr. Paramount setting Noah Hawley to write & direct next Star Trek film. Deadline (19 ноября 2019). Дата обращения: 19 ноября 2019. Архивировано 20 ноября 2019 года.
95. ↑  Goldberg, Matt. Noah Hawley says his Star Trek will be a "new beginning". Collider (10 января 2020). Дата обращения: 21 мая 2020. Архивировано 28 мая 2020 года.